# Amathusia phidippus
Amathusia phidippus is een vlinder uit de familie Nymphalidae. De wetenschappelijke naam werd gepubliceerd in 1763 door Carl Linnaeus.